# Denise Cronenberg
Denise Cronenberg (* 1. Oktober 1938 in Toronto; † 22. Mai 2020 in Burlington, Ontario) war eine kanadische Kostümdesignerin.

## Leben
Cronenberg war nach ihrem Abschluss an der Ryerson Polytechnic University zunächst als Balletttänzerin aktiv und in den 1950er Jahren als solche Teil des Royal Winnipeg Ballet. 
Sie ist die Schwester des berühmten kanadischen Regisseurs David Cronenberg und die Mutter des Regisseurs und Drehbuchautors Aaron Woodley (* 1971) sowie die Tante der Regieassistentin Cassandra Cronenberg, des Regisseurs Brandon Cronenberg und der Fotografin Caitlin Cronenberg.
Denise Cronenberg kreierte die Kostüme für zwölf Filme ihres Bruders David: Die Fliege (1986), Die Unzertrennlichen (1988), Naked Lunch – Nackter Rausch (1991), M. Butterfly (1993), Crash (1996), eXistenZ (1999) und Spider (2002), sowie A History of Violence (2005), Eastern Promises (2007), A Dangerous Method (2011), Cosmopolis (2012) und Maps to the Stars (2014).
Ihr Schaffen umfasst 40 Film- und Fernsehproduktionen. Sechs Mal war sie für den Genie Award nominiert, ein Mal für den Saturn Award. 
Cronenberg starb im Alter von 81 Jahren. Sie war Mutter dreier Kinder.

## Filmografie (Auswahl)
- 1986: Die Fliege
- 1988: Die Unzertrennlichen
- 1989: The Long Road Home
- 1990: Das Kindermädchen
- 1991: Naked Lunch – Nackter Rausch
- 1993: M. Butterfly
- 1995: Moonlight and Valentino
- 1996: Crash
- 1997: A Cool, Dry Place
- 1997: Mad City
- 1997: Mord im Weißen Haus
- 1998: The Wager
- 1999: eXistenZ
- 2000: Camera
- 2000: Die Prophezeiung
- 2000: Wes Craven präsentiert Dracula
- 2002: Avenging Angelo
- 2002: Spider
- 2002: The Caveman’s Valentine
- 2003: Rhinoceros Eyes
- 2004: Dawn of the Dead (Remake)
- 2007: Shoot ’Em Up
- 2012: Cosmopolis
- 2014: Maps to the Stars